# 神様の言うとおりに/絶命ロック
「神様の言うとおりに/絶命ロック」（かみさまのいうとおりに/ぜつめいロック）は、日本のユニット、「ラトゥラトゥ」の1st シングル。
また、本項目ではデビュー曲『神様の言うとおりに』についても述べる。

## 概要
2019年7月19日、本作のリリースが発表された。
本作には、デビュー曲である『神様の言うとおりに』と、『絶命ロック』の両A面であり、B面にはこの2曲のインストゥルメンタル（カラオケ音源）が収録されている。
本シングルはCDのみの通常盤の一形態のみでの販売となった。

## 神様の言うとおりに

### ラトゥラトゥ以前
タケヤキ翔、マイキはそれぞれで組んでいたバンドが解散し、マイキのドラムの演奏動画を見てタケヤキ翔が「一緒に音楽活動がしたい」と思ったことが始まりである。2019年1月頃からコラボをし始め、主にタケヤキ翔のYouTube上で歌ってみたの投稿を行っていた。

### オリジナル曲の投稿
2019年4月1日、ユニット名をラトゥラトゥとして活動を開始。それ以降もしばらくの間歌ってみたの投稿をメインで行っていた。

2019年5月31日、ユニットとして初のオリジナル楽曲、「神様の言うとおりに」のMVが同年6月9日に公開されることをX (旧Twitter)で発表した。MVは、佐賀県鹿島市の祐徳稲荷神社にて撮影され、監督はマイキが在籍したバンド「Yullie-Echo」時代から関わりのあったRiku Abeが担当した。

## 収録曲
1. 神様の言うとおりに
2. 絶命ロック
3. 神様の言うとおりに(Instrumental)
4. 絶命ロック(Instrumental)